# Ноћна кретања (филм)
Ноћна кретања (енгл. Night Moves) је амерички неоноар филм из 1975. године који је режирао Артур Пен, по оригиналном сценарију шкотског писца Алана Шарпа. Радња филма прати приватног детектива Харија Моузбија који бива унајмљен од стране бивше старлете да пронађе њену ћерку. Истовремено, он сазнаје да га жена вара. Глумачку поставу филма чине: Џин Хекман, Сузан Кларк, Џенифер Ворен, Мелани Грифит и Џејмс Вудс у једној од својих најранијих улога. Филм је првобитно требао да се зове Мрачни торањ (енгл. The Dark Tower), али је име промењено да би се избегла конфузија са филмом Паклени торањ, који је био дистрибуиран у биоскопе годину дана раније.
Џин Хекман и Артур Пен су раније сарађивали на филму Бони и Клајд, па је Хекман био први избор Артура Пена за улогу приватног детектива Харија Моузбија. Упркос великом критичком успеху и номинацијом за награду БАФТА за глуму Џина Хекмана, филм је био комерцијални неуспех. Алан Шарп је о неуспеху филма рекао: „Људи не одлазе да гледају филмове Џина Хекмана, мада понекад оду да погледају филм у којем он глуми. Његов таленат је што он није звезда.”
Упркос иницијалном неуспеху, савремене рецензије су универзално позитивне. Манола Даргис, главна критичарка Њујорк Тајмса описала је филм као: „сјајна, очајавајућа Ноћна кретања [...] коментар без краја на пост-1968, пост-Вотергејт времена.”

## Радња
Хари Моузби (Џин Хекман), приватни детектив из Лос Анђелеса бива унајмљен од стране пензионисане старлете Арлин Ајверсон (Џенет Ворд) да пронађе њену промискуитетну шеснаестогодишњу кћерку Дели Граснер (Мелани Грифит). Истовремено, Хари сазнаје да га његова жена Елен (Сузан Кларк) вара са Мартијем Хелером (Харис Јулин).
Од Арлин, Хари сазнаје да се Дели дружила са механичаром под именом Квентин (Џејмс Вудс) од којег Хари сазнаје да је задњи пут видео Дели на снимању филма у Њу Мексику, где је она започела аферу са Арлининим бившим дечком, каскадером Марвом Елманом (Антони Костело). Схвативши да је Квентин љубоморан на Марва и да се са њим потукао због Дели, Хари одлази у Њу Мексико да поразговара са Марвом. У Њу Мексику, Хари испитује Марва и Џоија Зиглера (Едвард Бинс), координатора вратоломија. Хари такође налеће на Квентина који сарађује са Марвом и Џоијем на организовању вратоломија.
По повратку у Калифорнију, Хари одлази да се сукоби са Мартијем у његовој викендици али код Мартија проналази Елен и бесно одлази. Хари представља теорију Арлин да Дели жели да јој се освети, имајући секс са њеним претходним љубавницима, и да је вероватно отишла у Флориду код свог очуха. У Флориди, Хари проналази Дели како живи са својим очухом Томом (Џон Крафорд) и његовом девојком Паулом (Џенифер Ворен). Хари неуспешно покушава да убеди Дели да се врати у Калифорнију, па те вечери са њом и Паулом одлази на путовање бродом. Током путовања, Дели рони и проналази срушени авион са распаднутим лешом пилота у њему. Паула оставља маркер у океану за Обалску стражу и они се враћају на обалу. Потресена, Дели пристаје да се врати за Калифорнију. Те вечери, Паула и Хари имају секс.
Окончавши случај и вративши Дели њеној мајци, Хари се мири са својом женом Елен. Ускоро, Хари сазнаје да је Дели преминула у аутомобилској несрећи на снимању филма у Њу Мексику. Хари испитује возача аутомобила, Џоија, који му даје снимак несреће и упућује га на Квентина, имплицирајући да је он пресекао кочнице на аутомобилу. Хари одлази код Арлин и проналази је пијану поред њеног базена, нимало тужну што јој је преминула ћерка, сада као једина наследница Делине оставштине. Хари проналази Квентина и испитује га, али Квентин му објашњава да је пилот који је пронађен у срушеном авиону био Марв и да се он бавио кријумчарењем.
Хари одлази назад у Флориду и проналази Квентиново мртво тело близу Томове куће на плажи. Том и Хари упадају у сукоб и Том бива нокаутиран. Паула признаје да није пријавила тело Обалској стражи већ да је маркер био за Тома, и да се у авиону налазио вредан артефакт који су она, Том и Марв кријумчарили из Јукатана за Сједињене Америчке Државе. Паула и Хари одлазе по артефакт, али их тамо почиње облетати пилот који, користећи аутоматску пушку, погађа Харија у ногу. Паула заронивши у воду по артефакт, израња и бива убијена када се пилот авионом залети у њу. Авион се преврће и тоне и Хари види да се у кокпиту налазио Џои Зиглер. Онемоћао и рапидно губивши крв, Хари неуспешно покушава да покрене брод, који уместо ка обали, креће да се врти у круг.

## Улоге

### Главне улоге
- Џин Хекман — Хари Моузби
- Сузан Кларк — Елен Моузби
- Џенифер Ворен — Паула

### Споредне улоге
- Едвард Бинс — Џои Зиглер
- Харис Јулин — Марти Хелер
- Кенет Марс — Ник
- Џенет Ворд — Арлин Ајверсон
- Џејмс Вудс — Квентин
- Антони Костело — Марв Елман
- Џон Крафорд — Том Ајверсон
- Мелани Грифит — Дели Граснер
- Бен Арбичек — Чарлс
- Денис Даган — Дечак
- Си Џеј Хијак — Девојчица
- Максвел Гејл млађи — Шмекер
- Сузан Баристер — Продавачица карата у биоскопу
- Лери Мичел — Продавац карата у биоскопу

## Настанак
Ноћна кретања започео је живот као сценарио шкотског писца Алана Шарпа под називом An End of Wishing (досл. Крај жељама). Шарп је понудио тај сценарио продуценту Роберту Шерману који се заинтересовао за писца након успеха његових сценарија за вестерн филмове The Hired Hand (1971) и Улзанин поход (1972). Шерман је понудио Шарпов сценарио тадашњем директору Ворнер Брадерса Џону Келију, који је прихватио да сними филм за скроман буџет од четири милиона долара (око 23 милиона долара данас).